# Italská hvězda
Italská hvězda (anglicky: Italy Star) je britská vojenská medaile za tažení. Byla založena v květnu 1945 a udílena byla příslušníkům sil britského Commonwealthu, kteří sloužili během tažení v Itálie v letech 1943 až 1945.

## Historie
Jako první britské medaile za tažení za druhé světové války byly 8. července 1943 založeny dvě medaile, Hvězda 1939–43 (později přejmenovaná na Hvězdu 1939–1945) a Africká hvězda. Do května 1945 celkem vzniklo osm hvězd a devět spon, které byly udíleny za účast v bojích druhé světové války. Další dvě vznikly o poznání později a to až 26. února 2013, tedy více než 67 let po konci války. Jednalo se o Arktickou hvězdu a sponu Bomber Command
Z těchto medailí nemohlo být žádnému jedinci uděleno více než šest hvězd za tažení s pěti sponami. Na každé hvězdě pak mohla být nošena pouze jedna spona. Maximální možný počet hvězd udělených jednomu člověku zahrnoval následující možnosti:
- Hvězdu 1939–1945 s možným udělením spony Bitva o Británii či spony Bomber Command (ta byla však založena až roku 2013)[6]
- Arktickou hvězdu[5][7]
- Africkou hvězdu s možným udělením spony Severní Afrika 1942–43, 8. armáda nebo 1. armáda[8]
- Pacifickou nebo Barmskou hvězdu (pokud někdo získal právo na udělení obou medailí, byla mu udělena pouze ta, na kterou získal toto právo jako první, udělená hvězda byla doplněna příslušnou sponou druhé hvězdy)[9][10]
- Italskou hvězdu[2] (k té nenáležela žádná spona)[3]
- Hvězdu Atlantiku, Air Crew Europe Star nebo Hvězdu za Francii a Německo (pokud někdo získal právo na udělení více medailí, byla mu udělena pouze ta, na kterou získal právo jako první a doplněna příslušnou sponou další hvězdy)[11][12][13]

Všichni vyznamenaní některou z hvězd za tažení také automaticky obdrželi právo na udělení Válečné medaile 1939–1945.

### Založení medaile
Po svém vítězství v Severní Africe využili Spojenci svých základen v Tunisku a na Maltě k invazi na Sicílii. K této operaci došlo 10. července 1943 a trvala do 17. srpna 1943. Po tomto rychlém vítězství, postoupily spojenecké jednotky 3. září 1943 do Itálie. Ve stejnou dobu také vpadly na území Italy okupovaného Řecka, Jugoslávie, Korsiky a Sardinie. Boje v samotné Itálii trvaly až do 8. května 1945, kdy byl v Evropě podepsán mír.
Italská hvězda byla založena v květnu 1945. Udílena byla vojákům, kteří se zapojili do italského tažení, za jehož počátek bylo bráno obsazení Pantellerie dne 11. června 1943. Konec tažení je pak shodný s koncem války v Evropě, tedy 8. května 1945.

## Pravidla udílení
Kritéria pro udělení vyznamenání se pro jednotlivé složky ozbrojených sil britského Commonwealthu lišila.

### Námořní jednotky
Moře, která zavdávala právo na udělení medaile, bylo Středozemní moře, Egejské moře a vody patřící Albánii a Krétě, a to v období od 11. června 1943 do 8. května 1945. Vstup do operační služby v ostatních částech Středozemního moře či během invaze na jihu Francie se započítával pod podmínkou, že bylo splněno šestiměsíční služební kritérium pro udělení Hvězdy 1939–1945.
Příležitostný vstup do požadovaných mořských oblastí, který přímo nesouvisel s bojovými operacemi, služba v obchodním námořnictvu, posádky vyloďovacích plavidel či zásobovacích plavidel v Severní Africe, Palestině, Sýrii či na Kypru, nebo posádky plavidel ve Španělsku, na Baleárských ostrovech a v Turecku od 30° v. d. se pro splnění kvalifikačního kritéria pro udělení Italské hvězdy nepočítaly.
Pokud byla jedinci udělena medaile za statečnost nebo byl uveden v Mention in Dispatches za akci v době, kdy sloužil v požadované oblasti, kvalifikovalo to dotyčného pro obdržení Italské hvězdy bez ohledu na délku jeho služby v požadované oblasti. Námořníci, jejichž služba byla přerušena jejich smrtí, zraněním či nezpůsobilostí k službě ze zdravotních důvodů, byli také oceněni Italskou hvězdou bez ohledu na délku jejich služby.
Speciální pravidla se aplikovala na příslušníky námořnictva, kteří nastoupili do služby méně než šest měsíců před koncem války. Ti, kteří do služby nastoupili v operační oblasti kvalifikující pro udělení hvězdy po 10. listopadu 1944 byli oprávněni hvězdu získat, nebyli však vyznamenání Hvězdou 1939–1945, u které podmínka služby po dobu minimálně 180 dní zůstala.

### Pozemní vojsko
Pro pozemní jednotky armády, příslušníky námořnictva na pevnině a pozemního personálu RAF neexistovalo časové kvalifikační kritérium pro udělení Italské hvězdy. Rozhodující byla služba na některém z následujících míst v přesně daném termínu:
- Egejská oblast od 11. června 1943 do 8. května 1945
- Korsika od 11. června 1943 do 4. října 1943
- Dodekany od 11. června 1943 do 8. května 1945
- Řecko od 11. června 1943 do 8. května 1945
- Itálie vč. Elby od 11. června 1943 do 8. května 1945
- Pantelleria 11. června 1943
- Sardinie od 11. června 1943 do 19. září 1943
- Sicílie od 11. června 1943 do 17. srpna 1943
- Jugoslávie od 11. června 1943 do 8. května 1945

Vojáci, kteří na sklonku války vstoupili na území Rakouska, měli nárok na Italkou hvězdu nikoliv však na Hvězdu za Francii a Německo.

### Letecké síly
Posádky letadel, které se zúčastnily operací proti nepříteli ve Středozemním moři nebo měli základnu v oblasti Středozemního moře získaly nárok na udělení Italské hvězdy již po absolvování jednoho bojového letu. Hvězda však nemohla být udělena posádkám se základnou jinde než v oblasti Středozemního moře. Posádky transportních letadel musely splnit povinnost tří přistání v požadované oblasti. K získání vyznamenání byli také způsobilí příslušníci výsadkových jednotek, kteří se zúčastnili výsadkových operací v oblasti odpovídající kritériím pozemních vojsk.
Lety nad Evropu uskutečněné z oblasti Středozemního moře od 11. července 1943 do 8. května 1945 opravňovaly udělení Italské hvězdy, nikoliv však Hvězdy za Francii a Německo.

## Popis medaile
Vzhled všech devíti hvězd za tažení byl navržen rytci Královské mincovny. Všechny byly ke stuze připojeny kroužkem, který procházel malým očkem vycházejícím z hrotu cípu směřujícího nahoru. Hvězda byla šesticípá vyrobená ze žluté slitiny mědi a zinku. Medaile byla široká 44 mm a vysoká (i s očkem) 50 mm.
Na přední straně byl v centrálním medailonu královský monogram Jiřího VI. GRI VI, nad kterým se nacházela královská koruna. Tato koruna přerušovala kruh při vnějším okraji medaile s nápisem THE ITALY STAR..
Britská Honours Committee se usnesla, že medaile za tažení v druhé světové válce budou udíleny bez jména příjemce. Toto pravidlo dodržely všechny státy Commonwealthu kromě tří. Těmito zeměmi byla Indie, Jihoafrická republika a Austrálie, na jejichž medailích jsou na zadní straně uvedeny detaily o příjemci. V případě Indie je na zadní straně uvedeno služební číslo, hodnost, iniciály, příjmení a jednotka. V případě Jihoafrické republiky a Austrálie je na zadní straně uvedeno služební číslo, iniciály a příjmení.
Stuha je široká 32 mm a tvoří ji středový pruh zelené barvy široký 6 mm, který je z obou stran obklopen pruhy bílé barvy širokými 6 mm, které následují pruhy červené barvy široké 7 mm. Barvy tak odpovídají barvám italské vlajky. Autorem vzhledu této stuhy, stejně jako stuhy Medaile za obranu a ostatních medailí za tažení byl král Jiří VI.

## Pravidla nošení medaile
Pořadí v jakém jsou medaile za tažení nošeny záleží na datu počátku daného tažení a také na délce kampaně. Předepsané pravidlo se dodržuje, nezáleží na pořadí v jakém byly medaile jednotlivci uděleny. Medaile Za obranu a Válečná medaile 1939–1945 se nosí za hvězdami za tažení. Mezi těmito medailemi je nošena Canadian Volunteer Service Medal, ostatní válečné medaile zemí Commonwealthu jsou nošeny až za Válečnou medailí. Italská hvězda se nosí za Barmskou hvězdou a před Hvězdou za Francii a Německo.